# يان بينيت
يان بينيت (بالإنجليزية: Ian Bennett) (10 أكتوبر 1971 المملكة المتحدة - ) هو لاعب كرة قدم بريطاني يلعب كحارس مرمى.

## روابط خارجية
- يان بينيت على موقع قاعدة بيانات كرة القدم.إي يو (الإنجليزية)
- يان بينيت على موقع Soccerbase.com (لاعب) (الإنجليزية)
- يان بينيت على موقع عالم كرة القدم.نت (الإنجليزية)